# منتخب الكويت تحت 23 سنة لكرة القدم
منتخب الكويت لكرة القدم هو منتخب تحت 23 سنة وهو ممثل الكويت الرسمي في رياضة كرة القدم و في بطولات كرة القدم تحت 23 سنة.